# فريدريكو الثالث ملك صقلية
فريدريك الثاني (أو الثالث) (13 ديسمبر 1272 - 25 يونيو 1337) كان الوصي (من 1291) وملك صقلية (من 1295 حتى وفاته). هو الابن الثالث لـ بيدرو الثالث ملك أراغون وكونستانس من صقلية وخدم في حرب صلاة الغروب الصقلية نيابة عن والده وأخوته ألفونسو وخايمي. ثبت ملكاً للتريناكريا (اسم آخر لجزيرة صقلية) عبر صلح كالتابيلوتا في 1302. شهد عهده إصلاحات دستورية هامة.